# Gà Plymouth
Gà Plymouth hay Gà Plymouth Rock (phát âm tiếng Việt như là gà Plymút-rốc hay gà cú) là giống gà có nguồn gốc từ Mỹ, ở vùng từ Plymouth, Massachusetts, New England, chúng dần trở thành một trong những giống phổ biến nhất nước Mỹ. Chúng có thể dễ dàng phân biệt giới tính khi sinh ra.

## Đặc điểm
Ban đầu, Những con gà Plymouth có kích thước rất nhỏ khoảng bằng 1/4 hoặc 1/5 của những giống gà bình thường. Chúng được gọi là vườn hoa của thế giới gia cầm. Người ta cho rằng chúng có nguồn gốc từ phương Đông. Gà Plymouth trắng: Là giống được tạo ra ở Mỹ vào cuối thế kỷ IX, gà mang tên thành phố mang tên nới đã sinh ra nó. Ban đầu tạo ra gà Plymouth vằn (1860–1870), sau đó lai với gà Leghorn trắng, Gà Wyandotte trắng để tạo ra gà Plymouth trắng. Do có nhiều đặc tính kinh tế quý nên gà nhanh chóng được phổ biến ra nhiều nước trên thế giới.
Gà nuôi lấy trứng và thịt, nặng 1 kg-3.4 kg, có thể có râu, chúng có lông màu trắng tinh, hoặc vân đen, thân hình hơi ngắn, ngực nở. Sau 4 tháng tuổi gà trống nặng từ 3 – 3,8 kg, gà mái từ 2,8 – 3,3 kg. Sản lượng trứng từ 150 – 160 trứng/ năm. Tiêu tốn thức ăn 3 kg thức ăn cho 1 kg tăng trọng. Gà có thể nuôi theo kiểu bán công nghiệp. Cổ và lưng màu trắng bạc, ngực và bộ lông đuôi màu xanh đen đã tạo nên sự kết hợp rực rỡ như một bộ lông chim ở những chú gà trống. Bộ lông của những con mái lại đối lập hoàn toàn với những màu xám chì.
Gà được nuôi thuần chủng hoặc lai tạo gà lai nuôi thịt. Gà có tầm vóc lớn, lông trắng trội. Đầu hơi nhỏ so với toàn thân. Mào đơn thẳng, độ lớn trung bình. Tích tai màu đỏ. Cổ và lưng ngắn, ngực sâu, rộng. Thể trọng trưởng thành gà trống 3-3,5 kg; gà mái 2,8-3,2 kg. Thành thục muộn, tuổi đẻ 6,5-7 tháng. Sản lượng trứng 170-180 quả/năm. Trọng lượng trứng 58-60g. Trong chăn nuôi gà công nghiệp được dùng làm dòng mẹ để tạo gà lai lấy thit.

## Giới tính
Chúng có thể xác định giới tính ngay sau khi nở bao gồm gà Plymouth Rock màu cú (barred) mà gà con màu đen với những đốm vàng hay trắng, có khác biệt nhỏ về lông tơ ở bên dưới và xung quanh cánh gà trống có nhiều lông tơ hơn. Gà trống con thường có những đốm vàng trên đầu. Điều này đúng với các dòng cú (barred) hay cúc cu (cukcoo), để phân biệt giới tính dựa vào màu lông đó là gà trống có đầu nhạt màu, đôi khi với một đốm trắng hay vàng, và gà mái màu sẫm hơn, thường có một đốm hay các sọc đen hoặc nâu trên đỉnh đầu hay những sọc sẫm trên lưng.